# 2016 ve sportu
Toto je přehled sportovních událostí konaných v roce 2016.

## Multisportovní události
- XXXI. Letní olympijské hry 2016
- II. Zimní olympijské hry mládeže 2016

## Atletika
- Halové mistrovství světa v atletice 2016
- Mistrovství světa juniorů v atletice 2016
- Mistrovství Evropy v atletice 2016
- Atletika na Letních olympijských hrách 2016

## Basketbal
- Mistrovství světa v basketbalu mužů 2016
- Mistrovství světa v basketbalu žen 2016
- Euroliga v basketbalu žen 2015/2016

## Biatlon
- Mistrovství světa v biatlonu 2016
- Mistrovství světa juniorů v biatlonu 2016
- Světový pohár v biatlonu 2015/2016
- Světový pohár v biatlonu 2016/2017

## Cyklistika
- Mistrovství světa v silniční cyklistice 2016

### Grand Tour
- Giro d'Italia 2016
- Tour de France 2016
- Vuelta a España 2016

### Cyklokros
- Mistrovství světa v cyklokrosu 2016
- Světový pohár v cyklokrosu 2015/2016

## Florbal
- Mistrovství světa ve florbale mužů 2016 –  Finsko
- Mistrovství světa ve florbale žen do 19 let 2016 –  Švédsko
- Pohár mistrů 2016 – Muži:  Storvreta IBK, Ženy:  Pixbo Wallenstam
- Tipsport Superliga 2015/2016 – FAT PIPE Florbal Chodov
- Česká florbalová extraliga žen 2015/2016 – 1. SC Vítkovice Oxdog

## Futsal
- Chance futsal liga 2015/2016

## Házená
- Mistrovství Evropy v házené mužů 2016
- Mistrovství Evropy v házené žen 2016

## Hokejbal
- Mistrovství světa juniorů v hokejbalu 2016

## Judo
- Mistrovství Evropy týmů v judu 2016
- Mistrovství Evropy v judu 2016
- Mistrovství světa týmů v judu 2016
- Mistrovství světa v judu 2016
- Světový pohár v judu 2016

## Kanoistika
- Světový pohár ve vodním slalomu 2016

## Krasobruslení
- Mistrovství Evropy v krasobruslení 2016

## Lední hokej

### Svět
- Mistrovství světa v ledním hokeji 2016
- Mistrovství světa juniorů v ledním hokeji 2016
- Mistrovství světa v ledním hokeji do 18 let 2016
- Světový pohár v ledním hokeji 2016

### Národní ligy

#### Česko
- Česká hokejová extraliga 2015/2016

#### Slovensko
- Slovenská extraliga ledního hokeje 2015/2016

## Ledolezení

### Svět
- Mistrovství světa juniorů v ledolezení 2016
- Světový pohár v ledolezení 2016

### Kontinenty
- Elite mixed climbing competitione (Ouray, Colorado, ledolezení): 1. Lucie Hrozová (CZE)
- Mistrovství Asie v ledolezení 2016: obtížnost 1. Pak Hi-jong (KOR), Woon-Seon Shin (KOR); rychlost 1. Pak Hi-jong (KOR), Ha MinYoung (KOR)
- Mistrovství Evropy v ledolezení 2016
- Mistrovství Severní Ameriky v ledolezení 2016 (prosinec 2015, Bozeman, zahájení SP 2016)

### Česko
- Mistrovství ČR v ledolezení 2016
- Český pohár v ledolezení 2016

## Lyžování

### Alpské lyžování
- Světový pohár v alpském lyžování 2015/16

### Klasické lyžování
- Světový pohár v běhu na lyžích 2015/2016
- Světový pohár v severské kombinaci 2015/2016
- Světový pohár ve skocích na lyžích 2015/2016
- Tour de Ski 2016
- Turné čtyř můstků 2015/2016
- Ski Tour Canada

## Motoristický sport
- Formule 1 v roce 2016
- Formule E 2015/2016

## Orientační běh
- Mistrovství světa v orientačním běhu 2016
- Mistrovství světa juniorů v orientačním běhu 2016
- Mistrovství Evropy v orientačním běhu 2016
- Mistrovství Evropy dorostenců v orientačním běhu 2016

## Plavání
- Mistrovství Evropy v plavání v krátkém bazénu 2012

## Pozemní hokej
- Halové mistrovství Evropy v pozemním hokeji 2016

## Rychlobruslení
- Mistrovství Evropy v rychlobruslení 2016
- Mistrovství světa v rychlobruslení ve sprintu 2016
- Mistrovství světa v rychlobruslení ve víceboji 2016
- Světový pohár v rychlobruslení 2015/2016

## Skialpinismus
- Mistrovství ČR ve skialpinismu 2016
- Český pohár ve skialpinismu 2016

## Snowboarding
- Světový pohár ve snowboardingu 2016

## Sportovní lezení

### Svět
- Mistrovství světa ve sportovním lezení 2016
- Světový pohár ve sportovním lezení 2016
- Arco Rock Master 2016
- Melloblocco 2016
- Mistrovství světa juniorů ve sportovním lezení 2016
- Akademické mistrovství světa ve sportovním lezení 2016

### Kontinenty
- Mistrovství USA ve sportovním lezení 2016: lezení na rychlsot 1. Libor Hroza (CZE)
- Mistrovství Evropy juniorů ve sportovním lezení 2016
- Evropský pohár juniorů ve sportovním lezení 2016
- Rheintal Cup 2016

### Česko
- Mistrovství České republiky v soutěžním lezení 2016
- Mistrovství České republiky mládeže v soutěžním lezení 2016
- Akademické mistrovství České republiky ve sportovním lezení 2016
- Český pohár v soutěžním lezení 2016
- Český pohár mládeže v soutěžním lezení 2016
- Tendon U14 2016
- Petrohradské padání 2016
- Mejcup 2016
- Česká boulderingová liga 2016
- Překližka cup 2016
- Moravský pohár mládeže 2016

## Šachy
- Česká šachová extraliga 2015/2016
- Česká šachová extraliga 2016/2017

## Tenis

### Grand Slam
- Australian Open 2016
- French Open 2016
- Wimbledon 2016
- US Open 2016

### Týmové soutěže
- Davis Cup 2016
- Fed Cup 2016
- Hopman Cup 2016

### Profesionální okruhy
- ATP World Tour 2016
- WTA Tour 2016
- WTA 125K 2016

## Volejbal
- Mistrovství světa ve volejbale mužů 2016
- Mistrovství světa ve volejbale žen 2016

## Zápas
- Mistrovství Evropy v zápasu řecko-římském 2016
- Mistrovství Evropy v zápasu ve volném stylu 2016